# Lista över de svenska NHL-backarnas rookiesäsonger
Följande är en lista över de svenska NHL-backarnas rookiesäsonger:
1. Nicklas Lidström, 1991/92, 80 matcher, 11 mål+49 assists, 60 poäng.
2. Stefan Persson, 1977/78, 66 matcher, 6+50, 56 poäng.
3. Calle Johansson, 1987/88, 71 matcher, 4+38, 42 poäng.
4. Marcus Ragnarsson, 1995/96, 71 matcher, 8+31, 39 poäng.
5. Börje Salming, 1973/74, 76 matcher, 5+34, 39 poäng.
6. Tobias Enström, 2007/08, 82 matcher, 5+33, 38 poäng.
7. Fredrik Olausson, 1986/87, 72 matcher, 7+29, 36 poäng.
8. Tomas Jonsson, 1981/82, 70 matcher, 9+25, 34 poäng.
9. Lars-Erik Sjöberg, 1979/80, 79 matcher, 7+27, 34 poäng.
10. Mattias Öhlund, 1997/98, 77 matcher, 7+23, 30 poäng.
11. Per Gustafsson, 1996/97, 58 matcher, 7+22, 29 poäng.
12. Tommy Albelin, 1987/88, 60 matcher, 3+23, 26 poäng.
13. Thommie Bergman, 1972/73, 75 matcher, 9+12, 21 poäng.
14. Kim Johnsson, 1999/00, 76 matcher, 6+15, 21 poäng.
15. Lars Lindgren, 1978/79, 64 matcher, 2+19, 21 poäng.
16. Dick Tärnström, 2001/02, 62 matcher, 3+16, 19 poäng.
17. Christian Bäckman, 2003/04, 66 matcher, 5+13, 18 poäng.
18. Daniel Tjärnqvist, 2001/02, 75 matcher, 2+16, 18 poäng.
19. Hans Jonsson, 1999/00, 68 matcher, 3+11, 14 poäng.
20. Peter Popovic, 1993/94, 47 matcher, 2+12, 14 poäng.
21. Magnus Johansson, 2007/08, 45 matcher, 0+14, 14 poäng.
22. Henrik Tallinder, 2002/03, 46 matcher, 3+10, 13 poäng.
23. Johnny Oduya, 2006/07, 76 matcher, 2+9, 11 poäng.
24. Kenny Jönsson, 1994/95, 39 matcher, 2+7, 9 poäng.
25. Niclas Hävelid, 1999/00, 50 matcher, 2+7, 9 poäng.
26. Anton Strålman, 2007/08, 50 matcher, 3+6, 9 poäng.
27. Mattias Timander, 1996/97, 41 matcher, 1+8, 9 poäng.
28. Ulf Samuelsson, 1984/85, 41 matcher, 2+6, 8 poäng.
29. Magnus Svensson, 1994/95, 19 matcher, 2+5, 7 poäng.
30. Jonas Frögren, 2008/09, 41 matcher, 1+6, 7 poäng.
31. Nicklas Grossmann, 2007/08, 62 matcher, 0+7, 7 poäng.
32. Bert Robertsson, 1997/98, 30 matcher, 2+4, 6 poäng.
33. Anders Eriksson, 1996/97, 23 matcher, 0+6, 6 poäng.
34. Niclas Wallin, 2000/01, 37 matcher, 2+3, 5 poäng.
35. Niklas Kronwall, 2003/04, 20 matcher, 1+4, 5 poäng.
36. Andreas Lilja, 2001/02, 26 matcher, 1+4, 5 poäng.

Poänggräns för listan är 5 poäng och lägsta antal spelade matcher är 19. 